# Holtmeule
De Holtmeule (ook wel: Holtmühle) was een bovenslagwatermolen in Tegelen, tegenwoordig een stadsdeel van de Nederlandse gemeente Venlo.
Wanneer de molen precies gebouwd werd is niet duidelijk. Wel is duidelijk, dat het landgoed van kasteel Holtmühle, inclusief de molen, in 1831 werd gekocht door de familie De Rijk. In het destijds bouwvallige kasteel woonde de pachter Peter Frans van Dinteren met zijn familie, die ook in 1831 een rosmolen op het erf van het kasteel bouwde. Deze molen bestond echter maar één jaar.
In 1857 had de molen drie bovenslagraderen. De wateraanvoer werd geregeld door een molenvijver, die door de Aalsbeek werd gevoed. De molen werd gebruikt als koren-, pel-, mout- en oliemolen.
In 1967 brandde de molen af. Wat overbleef na de brand werd in 1970 gesloopt.